# Соколов, Николай Евграфович
Николай Евграфович Соколов (30 апреля (12 мая) 1897, Москва, Российская империя — 15 декабря 1988, Сестрорецк, Ленинград, СССР) — советский футболист, заслуженный мастер спорта СССР (1934).

## Спортивная биография
Родился в Москве в 1897 году в семье преподавателя, а затем директора одной из московских гимназий. Имел награды за победы в лыжных гонках в 1912—1913 годах. Занимался футболом, греблей, лёгкой атлетикой. Старший брат — легкоатлет ушёл добровольцем на фронт 1-й мировой войны и погиб в боях под м. Зденска Воля в Польше. Гимназистом Соколов подрабатывал на Нижегородской железной дороге в отделе статистики, давал частные уроки, был воспитателем в детском доме, инструктором Всеобуча, где работал под руководством Н. И. Подвойского.
Начал играть в 1910 в Москве в юношеской команде СКЗ. Большого желания играть в воротах не было, но со временем освоился и остался вратарем.
Выступал за СКЗ — 1914-22, «Яхт-клуб Райкомвода» — 1923-24, МСФК (все — Москва) — 1925 (по июль), «Динамо» (Л) — 1925 (с сентября)-31, 1935.
В сб. Москвы — 1920-25 (по июль), Ленинграда — 1925 (с сентября)-31, РСФСР — 1923-31.
В сборной СССР (1924-27) — 2 матча. Участник первого матча сборной СССР, поездки сб. СССР в Турцию в 1925. Участник победных поездок сборной РСФСР по Скандинавии, Германии, Финляндии и Эстонии в 1923.
В списках «44-х» и «33-х» (журнал «ФиС») лучших футболистов сезона в СССР — № 1 (1928 и 1930).
В 1923 году поступил в Московский Лесной институт. С объединением института с Лесным институтом в 1925 году переехал в Сестрорецк. Окончил институт в 1931 году, затем работал в Сестрорецком леспромхозе. Его работа в лесном хозяйстве прерывалась только войной, когда с осени 1941 по осень 1945 он служил начальником химической службы одного из аэродромов Северного фронта.
Считается основоположником советской вратарской школы. Первым из отечественных вратарей начал регулярно вводить мяч в поле руками, одним из первых стал получать передачи от своих защитников. Самостоятельно выбирал методику тренировок, отрабатывал прыжки за мячом (чего до него не практиковали в СССР). Обладал высокой техникой приема мяча, великолепной реакцией, часто отбивал пенальти.
В 1931 получил тяжелую травму, которая на несколько лет прервала его футбольную карьеру.
До 1986 проработал лесоинженером Парголовского (затем — Сестрорецкого) лесного хозяйства, жил на станции Разлив (Сестрорецк, Ленинградская область). Как лесничий руководил мелиорацией и посадками сотен тысяч дубов, серебристых елей, кленов.
Участник Гражданской и Великой Отечественной войн, кавалер орденов Красной Звезды и  Отечественной войны 2 степени.
Автор книги «Первый вратарь сборной». (М., 1968).
Скончался 15 декабря 1988 года. Похоронен на Серафимовском кладбище.

## Достижения
Москва
- Чемпион РСФСР (2): 1920, 1922;
- 2-й призёр чемпионатов РСФСР (1): 1924.

Ленинград
- 2-й призёр чемпионатов РСФСР (2): 1928, 1931.

СКЗ
- Чемпион Москвы (2): 1920 (о), 1921 (в).

Яхт-клуб Райкомвода
- Чемпион Москвы (2): 1923 (о), 1924 (о).

Динамо (Ленинград)
- Чемпион Ленинграда (5): 1926 (о), 1927 (о), 1930, 1931 и 1935.